# Suncheon
Suncheon è una città della Corea del Sud, sulla costa sud nella provincia della Sud Jeolla. È un'importante città dalla tradizione agricola e industriale, e conta una popolazione di circa 270.000 abitanti, creando un'importante area urbana con le vicine città di Yeosu e Gwangyang, con le quali in futuro creerà una città metropolitana. 
La città preserva anche il famoso tempio buddhista di Songgwang, le rovine di alcuni castelli medievali e ospita un parco ecologico.